# Temistocle Popa

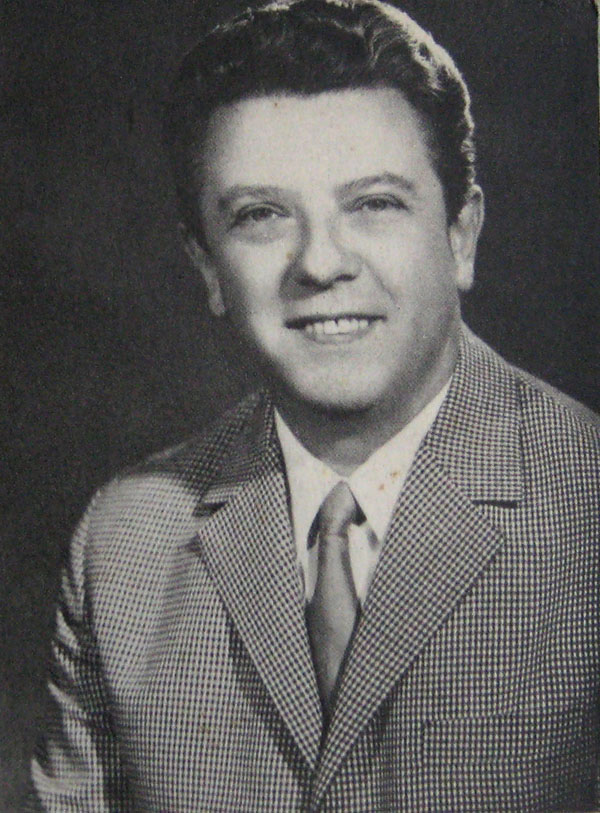

Temistocle Popa (* 27. Juni 1921 in Galați, Rumänien; † 26. November 2013 in Bukarest) war ein rumänischer Komponist und Songwriter.

## Leben
Temistocle Popa studierte Flöte, Harfe und Saxophon an der Nationalen Musikuniversität Bukarest. Anschließend arbeitete er mit Musikern wie Sergiu Malagamba, Ion Dacian und Gherase Dendrino zusammen. Er trat auf Festivals auf, komponierte fürs Theater und schrieb mehrere Lieder. Er war unter anderem auch sehr eng mit der populären Sängerin Maria Tănase befreundet. Ab Anfang der 1960er Jahre komponierte er für den rumänischen Film und schrieb Musiken zu Filmen wie Das Schloß hinterm Regenbogen, Mihai, der Rotschopf und Ein Gast zum Abendessen.
Popa war mit der Schauspielerin Cornelia Teodosiu verheiratet. Das Paar lebte in Bukarest. Nach der Rumänischen Revolution von 1989 verlor Popa fast sein komplettes Vermögen, welches zum großen Teil verstaatlicht wurde. Anfang 2012 sorgte die Zwangsumsiedlung aus seiner verstaatlichten Villa in eine kleine Wohnung für mediales Aufsehen in Rumänien.

## Filmografie (Auswahl)
- 1963: Im Alter der Liebe (La vîrsta dragostei)
- 1967: Der Himmel beginnt im 3. Stock (Cerul începe la etajul III)
- 1969: Das Schloß hinterm Regenbogen (Tinerețe fără bătrânețe)
- 1970: Schlager in Konstanza (Cîntecele mării)
- 1972: Die Liebe beginnt am Freitag (Dragostea începe vineri)
- 1972: Heute abend tanzen wir im Kreise der Familie (Astă-seară dansăm în familie)
- 1972: Die heilige Therese und die Teufel (Sfînta Tereza și diavolii)
- 1973: Veronicas Rückkehr (Veronica se întoarce)
- 1974: Der Sonntagsvater (Tată de Duminică)
- 1974: Die Insel der Schätze (Deux ans de vacances)
- 1975: Die Piraten des Pazifik (Insula comorilor)
- 1976: Mihai, der Rotschopf (Roscovanul)
- 1977: Vom Wolf und den pfiffigen Geisslein (Ma-ma)
- 1978: Ich, Du und Ovid (Eu, tu, și... Ovidiu)
- 1980: Auftrag ‘Concordia’ (Detașamentul ‘Concordia’)
- 1981: Ich habe eine Idee (Am o idee)
- 1982: Ein Gaukler am Nordpol (Un saltimbanc la Polul Nord)
- 1983: Unruhe im Tal der Pferde (Miezul fierbinte al pâinii)
- 1985: Gefährlicher Flug (Zbor periculos)
- 1986: Ein Gast zum Abendessen (Un oaspete la cină)